# Phyllophaga pilula
Phyllophaga pilula är en skalbaggsart som beskrevs av Moser 1921. Phyllophaga pilula ingår i släktet Phyllophaga och familjen Melolonthidae. Inga underarter finns listade i Catalogue of Life.